# 官保
官保（穆麟德轉寫：guwamboo，1695年—1776年），烏雅氏，字用民，号师泉，一号雲轩，滿洲正黃旗人，清朝官員。

## 生平
雍正十年（1732年），由刑部笔帖式擢升为堂主事，升为刑部员外郎。乾隆五年（1740年），迁刑部郎中。乾隆七年（1742年），授江南江宁府知府。乾隆十一年（1746年），补刑部员外郎，转刑部郎中，改为监察御史。乾隆二十一年（1756年），以刑科給事中差接替立柱出任巡視台灣監察御史。乾隆二十二年（1757年），任滿，擢升为镶黄旗汉军副都統。五月，受命赴西藏办事。乾隆二十六年（1761年），授刑部侍郎。乾隆二十七年（1762年），调正黄旗满洲副都统。乾隆二十八年（1763年），以刑部左侍郎兼管工部侍郎，二年后调工部侍郎。乾隆三十二年（1767年），复往西藏办事。察得原西藏粮务通判吴元澄以库银贸易，亏空银八千余两，加一级。后任正红旗蒙古都统。曾署理理藩院尚書，转任正红旗满洲都统。乾隆三十三年（1768年）七月甲午，接替託庸，擔任清朝刑部尚書，充经筵讲官。乾隆三十四年（1769年）署戶部尚書，协办大学士。刑部尚書由索爾訥接任。六月，受命留京办事，因失察麸面短少事，降一级留任。十一月，授为戶部尚書。乾隆三十五年（1770年）调刑部尚书兼议政大臣。次年，充国史院正总裁，兼属兵部尚书。乾隆三十八年（1773年）调吏部尚书。乾隆四十一年（1776年），因年逾八旬患病，致仕，三月，病卒，諡文勤。

## 家族
- 五世祖：图囊阿，雍正帝母亲孝恭仁皇后的高祖父。
- 高祖父：萨穆哈
- 曾祖父：瓮鄂春，任员外郎兼佐领。
- 祖父：多芮，任郎中。
- 父亲：罗岱，任光禄寺署正、江南龙江关副监督、凤阳关正监督。
- 官保
  - 子：凝德，曾任蓝翎侍卫、銮仪尉、整仪尉、巴里坤镇总兵等职；光緒十六年正月二十二日，加恩追贈一品封典。其嫡室为马佳氏，继室为王氏、胡氏。
    - 孙：百禄，任通判、知州。
      - 曾孙：灵寿，任銮仪卫笔帖式、议叙候选主事。
        - 玄孙女：道光帝莊順皇貴妃，醇亲王奕譞生母，光绪帝、载沣祖母，溥仪曾祖母